# Atmosfera pieca
Atmosfera pieca to środowisko gazowe w przestrzeni roboczej pieca. Opisuje ją skład chemiczny, temperatura i ciśnienie.
Atmosfera pieca może być naturalna lub technologiczna (atmosfera aktywna), wywołująca przewidziane procesem technologicznym zmiany we wsadzie - zwykle gazowego nawęglania, cyjanowania, redukowania.
- O atmosferze redukcyjnej mówi się, gdy zawiera reduktory (np. H2, CO), zwykle w celu redukowania tlenków do czystych metali.
- Atmosfera utleniająca to taka, w której zawarte są utleniacze (np. O2, CO2).
- Atmosfera dyfuzyjna - stosowana w celu uzyskania zmian w grzanym materiale w drodze dyfuzji.
- Atmosfera ochronna - zabezpieczająca wsad przed niepożądanymi zmianami.

W pewnych przypadkach środowisko gazowe pieca jest w ogóle niewskazane - zobacz piec próżniowy.
Atmosfera kontrolowana to sztucznie wytworzone środowisko gazowe o składzie chemicznym regulowanym samoczynnie.